# Lijst van spelers van Galatasaray SK
Deze pagina bevat een lijst van spelers van Galatasaray SK.

## A
- Patrick van Aanholt
- Endogan Adili
- Olcan Adın
- Orhan Ak
- Emre Akbaba
- Murat Akça
- Yunus Akgün
- Bülent Akın
- Ayhan Akman
- Fatih Akyel
- Hamit Altıntop
- Nordin Amrabat
- Florin Andone
- Emre Aşık
- Necati Ateş
- Yalçın Ayhan
- Serdar Aziz

## B
- Ryan Babel
- Elvir Baljić
- Hakan Balta
- Milan Baroš
- Ahmed Barusso
- Mehmet Batdal
- João Batista
- Ömer Bayram
- Engin Baytar
- Younes Belhanda
- Emre Belözoğlu
- Çağlar Birinci
- Elano Blumer
- Frank de Boer
- Sinan Bolat
- Elvir Bolić
- Ismaël Bouzid
- Florin Bratu
- Bruma
- Umut Bulut
- Guillermo Burdisso
- Okan Buruk
- Adem Büyük

## C
- Lorik Cana
- Capone
- Cédric Carraso
- Lionel Carole
- Marcelo Carrusca
- Luis Pedro Cavanda
- Ufuk Ceylan
- Aurelien Chedjou
- Tolga Ciğerci
- Flávio Conceição
- Cris
- Emmanuel Culio

## Ç
- Musa Çağiran
- Ahmet Çalık
- Serkan Çalık
- Tarık Çamdal
- Servet Çetin
- Emre Çolak
- Tanju Çolak

## D
- Ümit Davala
- Jason Denayer
- Mustafa Denizli
- Eren Derdiyok
- Morgan De Sanctis
- Mbaye Diagne
- Anıl Dilaver
- Ryan Donk
- Didier Drogba
- Jimmy Durmaz
- Klodian Duro
- Salih Dursun
- Blerim Džemaili

## E
- Emmanuel Eboué
- Johan Elmander
- Ferdi Elmas
- Fevzi Elmas
- Abdullah Ercan
- Aykut Erçetin
- Alparslan Erdem
- Arif Erdem
- Naci Erdem
- Ömer Erdoğan
- Caner Erkin

## F
- Radamel Falcao
- Sofiane Feghouli
- Fernando
- Iulian Filipescu
- Andrés Fleurquin
- Leo Franco
- Brad Friedel

## G
- Ulrich van Gobbel
- Berkant Göktan
- Bafetimbi Gomis
- Cenk Gönen
- Ceyhun Gülselam
- Sinan Gümüş
- Emre Güngör
- Koray Günter
- Torsten Gütschow
- Mehmet Güven

## H
- Gheorghe Hagi
- Izet Hajrović
- Hamza Hamzaoğlu
- Cihan Haspolatlı
- Marek Heinz
- Tarik Hodžić

## I
- Saša Ilić
- Junichi Inamoto
- Selçuk İnan
- Emiliano Insúa

## J
- Mário Jardel
- Jô
- Nigel de Jong
- Josué

## K
- Hasan Kabze
- Ozan Kabak
- Jem Karacan
- Ümit Karan
- Semih Kaya
- Suat Kaya
- Kâzım Kâzım
- Abdul Kader Keïta
- Tugay Kerimoğlu
- Erdal Keser
- Harry Kewell
- Erman Kiliç
- Gündüz Kılıç
- Richard Kingson
- Bilal Kısa
- Adrian Knup
- Bülent Korkmaz
- Roman Kosecki
- Serkan Kurtuluş
- Yekta Kurtuluş

## L
- Iasmin Latovlevici
- Mario Lemina
- Cássio Lincoln
- Tobias Linderoth
- Martin Linnes
- Roger Ljung
- Ali Lukunku
- Christian Luyindama

## M
- Maicon
- Mariano
- Fernando Meira
- Felipe Melo
- Dries Mertens
- Zvjezdan Misimović
- Kostas Mitroglou
- Faryd Mondragón
- Emre Mor
- Mbo Mpenza
- Fernando Muslera

## N
- Yuto Nagatomo
- Badou Ndiaye
- Lucas Neill
- Shabani Nonda
- Dany Nounkeu
- Steven Nzonzi

## O
- Metin Oktay
- Henry Onyekuru
- Çoşkun Özarı
- Şener Özbayraklı
- Barış Özbek
- Özgürcan Özcan
- Serdar Özkan
- Yasin Öztekin
- Ferhat Öztorun

## P
- Goran Pandev
- Ergün Penbe
- Sébastien Pérez
- Ovidiu Petre
- Pablo Pino
- Lukas Podolski
- Gheorghe Popescu
- César Prates
- Xhevat Prekazi

## R
- Haim Revivo
- Franck Ribéry
- Albert Riera
- Garry Rodrigues
- José Rodríguez

## S
- Oğuz Sabankay
- Alioum Saidou
- Giovani dos Santos
- Marcelo Saracchi
- Veysel Sarı
- Sabri Sarıoğlu
- Mustafa Sarp
- Mohamed Sarr
- Dean Saunders
- Jean Michaël Seri
- Tolga Seyhan
- Didier Six
- Wesley Sneijder
- Rigobert Song
- Robert Špehar
- Bogdan Stancu

## Ş
- Hasan Şaş
- Erhan Şentürk
- Turgay Şeren
- Hakan Şükür

## T
- Cláudio Taffarel
- Gabriel Tamaş
- Alex Telles
- Fatih Terim
- Stjepan Tomas
- Mehmet Topal
- Ali Turan
- Arda Turan
- Kubilay Türkyilmaz

## U
- Uğur Uçar
- Tomáš Ujfaluši
- Hakan Ünsal
- Orkun Uşak
- Suat Usta

## V
- Barry Venison
- Engin Verel

## X
- Abel Xavier

## Y
- Hakan Yakin
- Sergen Yalçın
- Volkan Yaman
- Ali Sami Yen
- Sercan Yıldırım
- Yaser Yıldız
- Aydın Yılmaz
- Burak Yılmaz
- Mehmet Yozgatlı
- Mustafa Yücedağ
- Selçuk Yula

## Z
- Gökhan Zan
- Róbinson Zapata
- Hakim Ziyech